# Sonatine pour Yvette
Pour les articles homonymes, voir Sonatine (homonymie).
La Sonatine pour Yvette est une œuvre pour piano de Xavier Montsalvatge composée en 1962.

## Composition
Xavier Montsalvatge compose sa Sonatine pour Yvette en 1962, pour les dix ans de sa fille. La partition, dédiée au pianiste Gonzalo Soriano, est publiée la même année par les Éditions Salabert.

## Présentation
L'œuvre est en trois mouvements :
1. Vivo e spiritoso ( = 132) à 
, en mi majeur sur « l'incessante vacillation chromatique de la main gauche[1] » ;
2. Moderato molto ( = 46) à 
 (main droite) = 
 (main gauche) ;
3. Allegretto ( = 108-112) à 
.

## Analyse
La Sonatine pour Yvette de Montsalvatge n'est pas abordée — pas plus que l'ensemble de son œuvre pour piano — dans le Guide de la musique de piano et de clavecin sous la direction de François-René Tranchefort, en 1987. Il est vrai que le compositeur catalan « a rarement songé au piano », laissant « trois partitions aussi courtes que bonnes, pleines de verdeur et de fraîcheur ». Ainsi, Guy Sacre considère la Sonatine pour Yvette comme « un petit bijou, serti dans une forme impeccable, et dont tout virtuose devrait vouloir faire admirer les facettes au plus large public ».
Le dernier mouvement, « où d'abord les mains préludent en bitonant, alternées qui sur les touches blanches, qui sur les noires (avec un  incisivo bien opposé au flou que le même procédé engendre dans les Brouillards de Debussy !) », surprend avec « un éclat de rire dans l'aigu, où l'on reconnaît « Ah ! vous dirai-je, maman », harcelé d'irrésistibles fausses notes, avant le dru martellement qui conclut l'œuvre en style de toccata » :

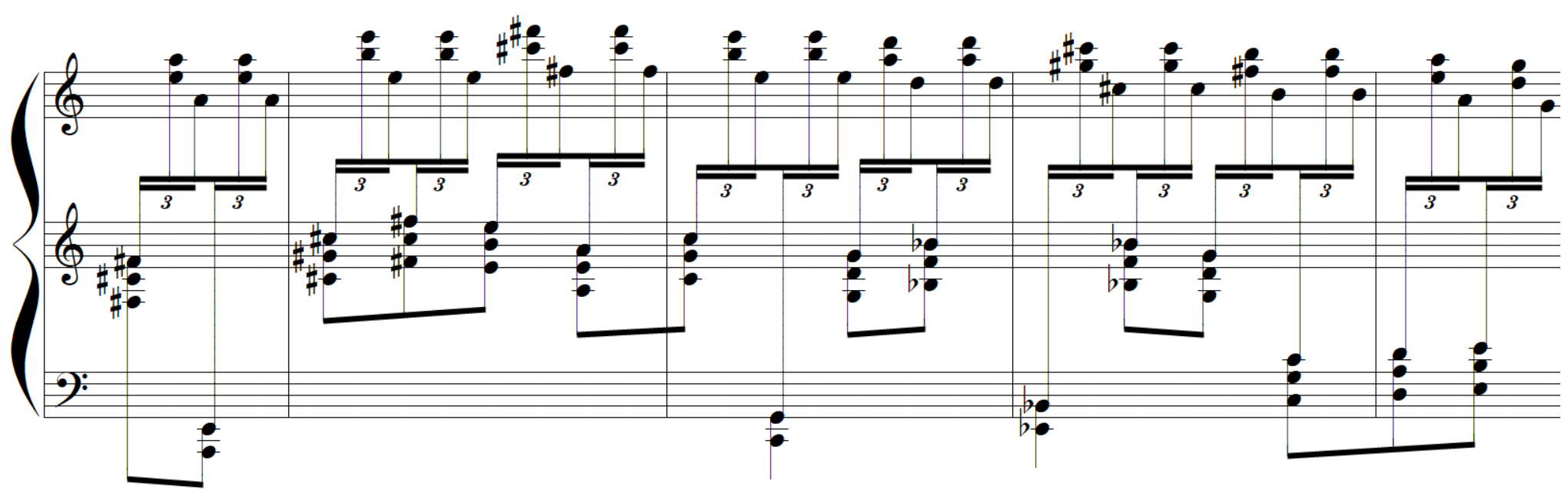
« Ah ! vous dirai-je, maman », varié en style de toccata.